# ニーネ
ニーネは、1998年に東京都武蔵野で結成された日本のロックバンド。

## メンバー
- 大塚 久生（おおつか ひさお）：ギター・ボーカル担当。東京出身
- ヒライ タカト（ひらい たかと）：ベース・コーラス担当。東京出身
- 定行 祥一（さだゆき よしかず）：ドラム・コーラス担当。福岡出身

## 概要
前身は1991年から活動していたザ・エクスキューズ・ミー。その前身バンドDaDaぶりは1988年結成。両バンドの曲はニーネでも演奏することがある。ほぼ全ての楽曲の作詞・作曲は大塚が手がけている。定行が歌う曲では作詞に定行が参加しているものもある。

## エピソード
- バンド名の由来は秘密としている。
- 『8月のレシーバー』に曽我部恵一が、『小さめシャツの女の子 公園でIT革命』にしまおまほが帯コメントを寄せている。
- 2003年に一回限りの正式メンバーとして岩島篤史(THE LONDON TIMES)がベースで参加した。
- 川本真琴と交流があり、川本真琴主催のイベントに参加、アルバム『音楽の世界へようこそ』に大塚がギターで2曲参加した。
- 『小さめシャツの女の子 公園でIT革命』のマスタリングをHARCOが担当した。
- 『小さめシャツの女の子 公園でIT革命』リリース記念にキャプテンミライ、山本ルンルンとのコラボレーションで「マカロンの歌」のボーカロイドPVが作成された。
- 大橋裕之と交流があり「マカロンの歌」の公式PVのイラスト、『小さめシャツの女の子 公園でIT革命』内のイラスト、『ニーネ・ベスト』のジャケイラスト、ベストの選曲などを大橋が担当した。
- 前身バンドのザ・エクスキューズ・ミー時代(1997年)、TBSで放送された「東京熱帯生バトルフェスティバル」のバンド部門に出演した。
- バンド10周年を迎えた2008年、交流のあるアーティスト10組によるニーネのカバーが配信された。
- 2011年6月に定行が交通事故に遭い一時離脱していたが、2015年6月からライブ復帰する事が発表された。
- 2014年公開の劇場映画「放課後ロスト」（天野千尋監督、五十嵐藍「ワールドゲイズクリップス」原作）」に「あいつらが頭のおかしいことを言っているぜ」が劇中歌になり、本人達役で出演している。
- 2021年公開の劇場映画『あの頃。』に出演。監督今泉力哉、脚本冨永昌敬、原作劔樹人、主演松坂桃李。[1]

## 作品

### カセットテープ
1. ニーネ（1998年）
2. 好き好きロック大辞典(2019年)

### アルバム
1. プラタナスハードライン （1999年サバービアレコード）
2. 8月のレシーバー（2000年サバービアレコード）
3. うつむきDXOK（2000年Oooit Record）
4. アンチリアルロック（2000年Oooit Record）
5. ハッピータイム ハッピーアワー（2001年サバービアレコード）
6. SEARCH AND DESTROY（2005年サバービアレコード）
7. 小さめシャツの女の子 公園でIT革命（2009年サバービアレコード）
8. ニーネ・ベスト（2013年サバービアレコード）
9. ニーネ・ナイン（2013年サバービアレコード）
10. ニーニング・ナウ！（2018年サバービアレコード）

### オムニバス・コンピレーション参加
1. HiSTYLE （1999年HIGH LINE RECORDS）
2. 本命,バイト中　T山'sコンピレーション1/V.A.（2000年6月サバービアレコード）
3. 新宿ミーティング01（2001年Tin Berry）
4. STYLUS#5（2002年HIGH LINE RECORDS）
5. どんなものでも君にかないやしない　岡村靖幸トリビュート（2002年BOUNCE RECORDS）
6. 文藝ミュージシャンの勃興（2002年POLYSTAR）
7. Oooit BEST 99-02 （2002年Oooit Record）
8. SING ROCK EVOLUTION （2002年UK PROJECT / STAND OUT RECORDS）
9. チェリータイムスVOL.50 DVD BOOK!! （2012年CHERRY TIMES）

### CD-R
全てサバービアレコードからのリリース
1. 本命、バイト中　T山'sコンピレーション1/V.A.(CD-R version) （2000年2月）
2. 四倍ブルー （2000年）
3. 2003/9/7 高円寺JIROKICHI（2003年）
4. 2003/10/26 渋谷屋根裏（2003年）
5. アボガドロの悲劇（2005年）
6. endless_summer（2005年）
7. 何も考えてないわけじゃあないんだよ（2006年）
8. 2006/02/19 THE LAST LIVE OF KAWAMU（2006年）
9. 大塚久生 ピアノ弾き語り＠440＋1（2007年）
10. ニーネ 2007/7/9 下北沢（2007年）
11. 心に火をつけてくれ（2008年）
12. 大塚久生弾き語り 2013/10/12 阿佐ヶ谷harness（2013年）
13. ニーネ 2013/05/02 新宿JAM（2013年）
14. 負けるのをやめた私スペシャル（2016年）
15. 大塚久生バンド-東京のある一夜（2018年）
16. 2019_JIROKICHI（2019年)
17. Let's Sing a Song（2020年）
18. 2021/02/27_Showboat（2021年）

### CD-R(来場者特典)
1. HOW LOW? 2003/11/28 三軒茶屋グレープフルーツムーン/V.A. （2003年）
2. 2003/12/24 下北251（2003年）
3. 藪こぎ13回目/イベント主宰マーガレットズロースとのスプリット作品（2004年）
4. RHAPSODY<ラプソディ>Vol.0/V.A.（2005年）
5. 2017夏3週連続ライブ記念Gift（2017年）

### DVD-R
1. Live At Goodman 2017.04.16（2017年）